# Coppa Italia 2010 (pallacanestro femminile)
La Coppa Italia di pallacanestro femminile 2010 è stata la venticinquesima edizione organizzata in Italia, chiamata anche Orler Cup nella fase finale per ragioni di sponsorizzazione. La competizione, svoltasi in tre fasi, si è conclusa con la vittoria in finale della Famila Wüber Schio sulla Umana Venezia per 66-65, trofeo vinto dalle scledensi per la quinta volta.

## Regolamento
Tutte le squadre della Serie A1 2009-2010 partecipano al torneo: le squadre classificatesi dal 5º al 12º posto al termine del girone di andata si incontrano in un doppio confronto, con la gara di andata in casa della squadra che ha ottenuto la peggiore classifica. Le vincenti del primo turno si incontrano poi in un doppio confronto con le squadre classificatesi tra le prime quattro, l'andata in casa della peggior classificata in campionato. Le vincitrici di questi incontri prendono parte alle Final four a Venezia.

## Primo turno
Le partite di andata si sono giocate tra il 2 e il 3 gennaio 2010, quelle di ritorno tra il 5 e il 6 gennaio 2010.
| Squadra 1       | Totale    | Squadra 2     | Andata  | Ritorno |
| --------------- | --------- | ------------- | ------- | ------- |
| Trogylos Priolo | 149 – 135 | Napoli Vomero | 81 – 62 | 68 – 73 |
| Pall. Pozzuoli  | 153 – 126 | Pool Comense  | 77 – 52 | 76 – 74 |
| Women Livorno   | 91 – 105  | Umbertide     | 53 – 65 | 38 – 40 |
| GEAS            | 132 – 143 | Basket Parma  | 67 – 69 | 65 – 74 |

## Secondo turno
Le partite di andata si sono giocate tra il 26 e il 28 gennaio 2010, quelle di ritorno tra il 30 e il 31 gennaio 2010.
| Squadra 1       | Totale    | Squadra 2     | Andata  | Ritorno |
| --------------- | --------- | ------------- | ------- | ------- |
| Basket Parma    | 99 – 131  | Taranto Cras  | 60 – 66 | 39 – 65 |
| Umbertide       | 92 – 141  | Famila Schio  | 44 – 65 | 48 – 76 |
| Pall. Pozzuoli  | 105 – 157 | C.A. Faenza   | 49 – 78 | 56 – 79 |
| Trogylos Priolo | 134 – 138 | Reyer Venezia | 71 – 67 | 63 – 71 |

## Final Four
Le gare si sono disputate al Palasport Taliercio di Mestre: le semifinali si sono giocate il 6 marzo e la finale il 7 marzo 2010.
|  | Semifinali    | Semifinali    | Semifinali    |               |              | Finale       | Finale | Finale |  |
|  |               |               |               |               |              |              |        |        |  |
|  | C.A. Faenza   | C.A. Faenza   | 61            |               |              |              |        |        |  |
|  | C.A. Faenza   | C.A. Faenza   | 61            |               |              |              |        |        |  |
|  | Famila Schio  | Famila Schio  | 62            |               |              |              |        |        |  |
|  | Famila Schio  | Famila Schio  | 62            |               | Famila Schio | Famila Schio | 66     |        |  |
|  |               |               |               |               | Famila Schio | Famila Schio | 66     |        |  |
|  |               |               | Reyer Venezia | Reyer Venezia | 65           |              |        |        |  |
|  | Taranto Cras  | Taranto Cras  | Reyer Venezia | Reyer Venezia | 65           | 67           |        |        |  |
|  | Taranto Cras  | Taranto Cras  |               |               |              |              |        |        |  |
|  | Reyer Venezia | Reyer Venezia | 71            |               |              |              |        |        |  |

### Semifinali
| Mestre 6 marzo 2010, ore 17:00 CET                             | Club Atletico Faenza | 61 – 62 (22-16, 40-37, 56-47) referto | Famila Wüber Schio | Palasport Taliercio |
| \| \| \| \| \| Moisés Pinto, Erkič 17 \| Punti \| 17 Macchi \| |                      |                                       |                    |                     |
|                                                                |                      |                                       |                    |                     |
| Moisés Pinto, Erkič 17                                         | Punti                | 17 Macchi                             |                    |                     |

| Mestre 6 marzo 2010, ore 20:00 CET                              | Taranto Cras Basket | 67 – 71 (19-12, 37-32, 51-53) referto | Umana Venezia | Palasport Taliercio |
| \| \| \| \| \| Mahoney 20 \| Punti \| 14 Ballardini, Sottana \| |                     |                                       |               |                     |
|                                                                 |                     |                                       |               |                     |
| Mahoney 20                                                      | Punti               | 14 Ballardini, Sottana                |               |                     |

### Finale
| Mestre 7 marzo 2010, ore 16:00 CEST                   | Famila Wüber Schio | 66 – 65 (15-13, 39-26, 46-51) referto | Umana Venezia | Palasport Taliercio |
| \| \| \| \| \| Macchi 24 \| Punti \| 17 Ballardini \| |                    |                                       |               |                     |
|                                                       |                    |                                       |               |                     |
| Macchi 24                                             | Punti              | 17 Ballardini                         |               |                     |

## Squadra vincitrice
Famila Wüber Schio: Chiara Pastore, Elisabetta Moro, Audrey Sauret-Gillespie, Marlous Nieuwveen, Claudia Gattini, Iciss Rose Tillis, Raffaella Masciadri, Emanuela Ramon, Bernadette Ngoyisa, Kathrin Ress, Nicole Antibe, Laura Macchi, Marissa Coleman. Allenatore: Sandro Orlando.